# King Arthur and the Knights of Justice (jeu vidéo)
King Arthur and the Knights of Justice est un jeu vidéo d'action-aventure développé par Manley & Associates et édité par Enix, sorti en 1995 sur Super Nintendo.
Le jeu est basé sur la série animée Le Roi Arthur et les Chevaliers de Justice.

## Accueil
- Electronic Gaming Monthly : 5,6/10[1]